# Marija Rjemjen
Marija Witalijiwna Rjemjen (ukrainisch Марія Віталіївна Рємєнь, engl. Transkription Mariya Ryemyen; * 2. August 1987 in Makijiwka, Ukrainische SSR) ist eine ukrainische Sprinterin.
2010 erreichte sie bei den Hallenweltmeisterschaften in Doha das Halbfinale über 60 Meter und wurde Ukrainische Meisterin über 200 Meter. Bei den Europameisterschaften in Barcelona wurde sie Fünfte über 100 Meter und gewann mit dem ukrainischen Team in der Besetzung Olessja Powch, Natalija Pohrebnjak, Rjemjen und Jelysaweta Bryshina die Goldmedaille in der 4-mal-100-Meter-Staffel.
Bei den Halleneuropameisterschaften 2011 gewann sie über 60 Meter hinter ihrer Landsfrau Olessja Powch die Silbermedaille. Bei den Weltmeisterschaften im selben Jahr wurde sie mit der ukrainischen Staffel Dritte. 2012 gewann sie bei den Europameisterschaften in Helsinki den Titel über 200 Meter. Bei den Olympischen Spielen kurz danach wurde sie mit der ukrainischen Staffel in neuem Landesrekord Dritte.
Im März 2013 gewann sie bei den Halleneuropameisterschaften im schwedischen Göteborg in persönlicher Bestzeit die Silbermedaille im 60-Meter-Lauf. Bei den Weltmeisterschaften in Moskau wurde sie über 200 Meter Siebte.
Im Februar 2014 wurde Rjemjen bei einer Dopingkontrolle positiv auf das verbotene anabole Steroid Metandienon getestet. Daraufhin wurde sie mit einer zweijährigen Wettkampfsperre belegt.

## Persönliche Bestzeiten
- 60 m (Halle): 7,10 s, 3. März 2013, Göteborg
- 100 m: 11,06 s, 5. Juni 2013, Jalta
- 200 m: 22,58 s, 6. August 2012, London

## Ehrungen
Am 25. Juli 2013 wurde ihr vom ukrainischen Präsidenten der ukrainische Verdienstorden 3. Klasse für die Erreichung hoher Sportergebnisse auf der XXVII. Welt-Sommer-Universiade in Kasan verliehen.